# 金子家忠
金子 家忠（かねこ いえただ）は、平安時代末期・鎌倉時代初期の武蔵国入間郡の武将である。武蔵七党村山党・金子氏の一族。父は金子家範。兄弟に金子親範がいる。

## 経歴
19歳の時、保元の乱が起こり初陣する。同じ村山党の仙波家信らと共に後白河天皇方の源義朝に従い、源為朝が守る白河の御殿を攻め、高間兄弟を一騎討ちで倒す。平治の乱では源義平のもとで活躍。
治承年4年（1180年）には衣笠城合戦に平家方として畠山重忠などとともに参加し、21本の矢を受けたが一歩も退かずに戦い、敵の三浦義明も感嘆したという。しかし、和田義盛にあごの下を射られ退却した。
その後は源頼朝に従い、源義経の平氏追討軍に属した。その功績により武蔵国金子や伊予国新居や播磨国鵤荘ほかの地頭となった。

## 関連作品
テレビドラマ
- 『新・平家物語』（1972年、NHK大河ドラマ、演：児玉謙次）